# Baluarte de San Felipe
El baluarte de San Felipe es un baluarte situado en la ciudad de Cádiz (Andalucía, España). Era uno de los baluartes que defendían el lienzo norte de la ciudad y la entrada del puerto.

## Localización y necesidad
El recinto de San Carlos vendría a sustituir al primitivo baluarte de San Felipe, iniciado en 1557, primero en estar artillado en 1560, y que cerraba la muralla del puerto que se iniciaba en semibaluarte de Santiago. Enfrentado a Santa Catalina en el  Puerto, defendían entre ambos la entrada de la Bahía, al mismo tiempo que cruzaban fuegos con el baluarte de La Candelaria en la defensa de la muralla norte de la ciudad. El incremento de las necesidades urbanas y portuarias impulsó a partir de 1740 la construcción del recinto de San Carlos y del nuevo muelle o punta de San Felipe sobre terrenos ganados al mar. Sobre el  muelle, por su estratégica posición en la boca de la Bahía, se dispondría una alargada batería construida mediante bóvedas. Desaparecido el muelle, se conserva en buen estado la batería. Las murallas de San Carlos, también abovedadas, definían un amplio semibaluarte que incrementaba la capacidad artillera del antiguo San Felipe. En su interior se edificaría en los años 80 el nuevo barrio de San Carlos. Demolido el lienzo de la muralla que corría por el lateral de la actual plaza de España, las bóvedas restantes se emplean para usos diversos.

## Historia
El saqueo anglo-holandés de 1596 tuvo tal repercusión europea que son innumerables los planos y dibujos ingleses que reproducen aquel acontecimiento. En el momento del ataque estaban en funcionamiento las nuevas defensas de la ciudad hacia el puerto, así como las establecidas sobre Puntales y Santa Catalina, pero resultaron insuficientes por el mal estado y las escasez de la artillería, la escasa preparación de las fuerzas españolas, mal armadas y abastecidas, y la falta de organización entre las autoridades españolas. Los baluartes iniciados en el Frente de Tierra y los  ejecutados hacia el interior de la Bahía, no habían servido para detener al enemigo, pero serían la base de la posterior fortificación de la ciudad.
Los baluartes de Santiago, Santa Cruz y San Felipe serían los primeros en construirse. Los tres baluartes, que habrían de estar unidos entre sí por  murallas, constituirían un único frente abaluartado que puede considerarse la primera estructura defensiva moderna de la Bahía. Esta estructura estaba pensada para proteger de un extremo a otro todo el arco que constituía el puerto de la ciudad, considerado, no sin razón el punto con mayor riesgo de ser atacado. En el extremo exterior del puerto, en la boca de la Bahía, se dispuso el baluarte de San Felipe; en el extremo interior, junto al Frente de tierra, el semibaluarte de Santiago, y entre ambos, la Plataforma o baluarte de Santa Cruz. De estos primeros baluartes , el de San Felipe desaparecería a mediados de siglo XVIII absorbido por la construcción de la muralla de San Carlos. Los otros dos quedaron distanciados de la costa por las obras de relleno sobre las que se asientan la estación de ferrocarril y el puerto actual. De Santa Cruz, que estuvo situado en el lugar del Paseo de Canalejas, quedan escasos restos integrados en el actual garaje subterráneo. El de Santiago, aunque muy reformado también en el siglo XVIII permanece desubicado entre la Cuesta de las Calesas y la explanada de la estación, siendo posible acceder a su plataforma superior desde la calle y contemplarlo desde la explanada.

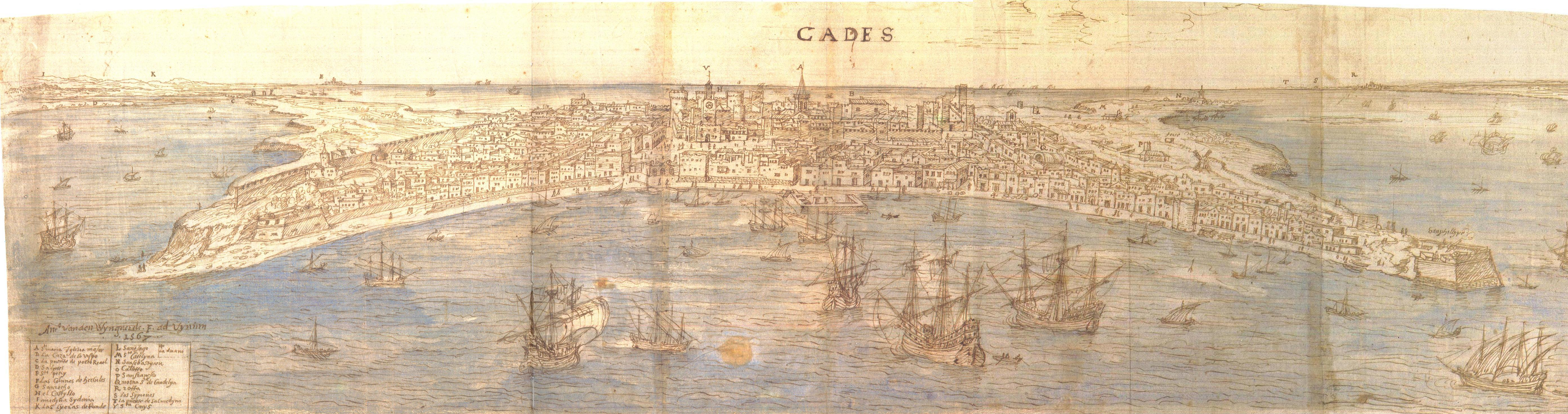
Cádiz en 1567, dibujo de Anton van den Wyngaerde

Las obras del puerto comenzaron en 1557 por los cimientos de estos tres baluartes, considerados los principales de los previstos. En 1560 el baluarte de San Felipe quedaba dispuesto para recibir artillería. En el dibujo de Anton van den Wyngaerde que representa toda la ciudad de Cádiz  y hasta Puente Suazo en 1567, vista desde el interior de la Bahía, reproduce con claridad el estado en que se encontraba la fortificación de todo el frente del puerto en 1567. A la derecha, el baluarte de San Felipe está terminado en alzado, e incluso con artillería instalada sobre él. La forma responde al diseño básico de un baluarte, cuatro caras, dos de ellas en ángulo, que se insertan en el mar a  modo de quilla, y muros ataludados. La disposición de cañones sobre las cuatro caras permitiría desde el baluarte defender tanto hacia el interior de la Bahía como hacia el exterior. 
En el centro de la imagen se aprecia la plataforma de Santa Cruz, de forma rectangular, que apenas ha superado los cimientos y asoma escasamente por encima de las aguas. A la izquierda el de Santiago, de menor tamaño, soporta ya también artillería. En la representación del dibujo es posible reconocer con nitidez su estado actual; realmente se trata de un semibaluarte con dos lados y muros rematados por aspilleras. Entre los tres baluartes aparecen algunos fragmentos dispersos de murallas. No está sin embargo realizada la conexión entre el frente de la Bahía y el Muro de tierra, con una amplia apertura entre Santiago y este.
Las obras de las defensas se alargarían por falta de recursos, y otros ingenieros sustituirían a Calvi e introducirían algunas modificaciones. Vespasiano Gonzaga proyecta a mediados de los 70 dos nuevos baluartes a ambos lados de San Cruz, entre éste y San Felipe, y entre éste y Santiago respectivamente. Disminuyendo la distancia entre baluartes consecutivos se conseguía batir con la artillería una mayor superficie reduciendo los puntos muertos en el acceso al puerto. A finales de los 80 se terminaría la muralla de la Bahía que enlazaba ya los cinco baluartes.